# Yallı

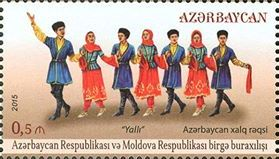
Francobollo dell'Azerbaigian con la miniatura dello yallı

Yallı (in azero Yallı), conosciuto anche come Halay, è la danza folcloristica azera considerata come una delle più antiche danze nel mondo. Lo yallı è una danza popolare collettiva in Azerbaigian e nei paesi vicini che si danza in un girotondo. Varie forme di danza yallı sono: kochari, uchayag, tello, tenzere e galadangalaia.

## Performance di danza
Lo yallı si svolge come una danza circolare allegra, spesso accompagnata da un canto corale. I danzatori si tengono le mani o le spalle l'un l'altro, fanno movimenti ritmici sincroni, alzando e abbassando le mani facendo dei girotondi. Nel gruppo di danzatori ce n'è sempre uno che guida (in azero si chiama "mürşid"), i cui movimenti sono ripetuti da parte dell'intero collettivo. La danza dello yallı consiste di tre parti: la danza ha inizio dapprima con passi solenni e intermedi, poi la velocità dei movimenti cresce, in un secondo tempo vengono fatte le azioni tecnicamente complicate di salto e verso la fine i movimenti terminano in un modo trionfale e marcia dolce.
Per il suo temperamento lo yallı viene considerato come una danza allegra, gioviale.